# Штрейс, Николай Александрович
Николай Александрович Штрейс (1910—1990) — советский геолог-тектонист, доктор геолого-минералогических наук (1951), профессор (1962), лауреат Премии им. А. П. Карпинского (1951).

## Биография
Родился 27 ноября 1910 года в г. Конотоп Черниговской губернии в семье инженера-железнодорожника.
Жил с родителями в Полтаве, Малоярославце, с 1918 года — в Москве.
В 1935 году окончил МГРИ по специальности «геолог-палеонтолог». Ученик А. Д. Архангельского и Н. С. Шатского. Студентом работал во ВНИИ минерального сырья (1932—1935).
С мая 1936 году научный сотрудник Геологического института АН СССР (в 1937—1955 — Институт геологических наук), с 1956 г. — зав. отделом общей и сравнительной тектоники.
В 1951 году защитил кандидатскую диссертацию, посвященную геологии зеленокаменной полосы Среднего Урала, за которую присуждена учёная степень не кандидата, а сразу доктора геолого-минералогических наук. Профессор (1962).
Научные интересы: теоретическая тектоника, биостратиграфия, геологии полезных ископаемых, геология докембрия.
Умер 11 августа 1990 года в Москве, похоронен на Новодевичьем кладбище.

## Труды
- Исследования в палеозойской вулканогенной толще восточного склона Урала. М., 1940 (в соавт.);
- О некоторых основных понятиях в учении о геосинклиналях // Бюллетень МОИП: Отдел геологический. 1947. Т. 22. Вып. 5;
- Тектоника СССР: Т. 3: Стратиграфия и тектоника зеленокаменной полосы Среднего Урала. М., 1951;
- О биполярном развитии структуры земной коры. М., 1962;
- Региональные стратиграфические очерки верхнего докембрия: О тектонических основах геохронологической шкалы. М., 1971 (в соавт.);
- Тектоника Северной Евразии: (Объяснительная записка к Тектонической карте Северной Евразии масштаба 1 : 5 000 000). М., 1980 (в соавт.).
- Мезо-кайнозойская история и строение земной коры Охот ского региона / М. С. Марков, В. Н. Аверьянова, И. П. Карташов, И. А. Соловьёва, А. С. Шуваев; Отв. ред. Н. А. Штрейс. 1967. 224 с, ил., табл., 3 л . схем., карт. Библиогр.: с. 215—222

## Награды и звания
Лауреат Премии им. А. П. Карпинского (1951).

## Семья
Жена (с 1937) — Валентина Сергеевна Неаполитанская (1907-1998).